# ジェームズ・スプリッグズ・ペイン
ジェームズ・スプリッグズ・ペイン（英語: James Spriggs Payne、1819年12月19日 - 1882年1月31日）は、リベリアの政治家、牧師。同国大統領を2度務めた。

## 生涯
1819年12月19日、アメリカ合衆国バージニア州リッチモンドに生まれた。父デイビッドはメソジストの教会監督で、敬虔なクリスチャンだった。9歳の時アメリカ植民地協会（ASC）が解放奴隷の黒人達をアフリカ大陸に再移住（入植）させる事業を行った際、家族とともに移住した。1840年にメソジストの教会監督になるためにリベリアの学校で教育を受けたものの、ペインの関心は神学から政治学や経済学へと移っていった。卒業後は独立したリベリアとASCとの関係を清算する仕事に携わった。
1868年にリベリアの第4代大統領に就任した。在職中はヨーロッパ諸国との外交交渉や貿易の拡大、先住民部族との関係改善に努め、1870年に大統領職を辞した。1876年に大統領に再選。1878年の大統領退任後は政治の舞台から去り、メソジスト教会での仕事を生涯続けた。
1880年にアメリカのオハイオ州シンシナティで開かれたメソジスト派の米国聖公会の会議にリベリア代表として赴き、1881年1月19日にはリベリアのメソジスト教徒の年次会合の長として選ばれた。彼はリベリアで非常に尊敬を受けた。1882年1月にリベリア・カレッジ（現在の国立リベリア大学）から神学の名誉博士号を授与された。
1882年1月31日、モンロビアで死去した。